# Giovanni Costa (calciatore 1917)
Giovanni Costa (Vicenza, 19 agosto 1917 – Vicenza, 28 luglio 1984) è stato un calciatore italiano, di ruolo attaccante.

## Carriera
Dopo essersi messo in luce in Serie C con il Vicenza, Costa giocò quattro stagioni con la Lazio in Serie A e poi passò allo Spezia in Serie B, di cui divenne il miglior marcatore di tutti i tempi con 76 reti in 242 presenze totali.

## Palmarès
- Campionato Alta Italia: 1

VV.F. Spezia: 1944